# Derovatellus marmottani
Derovatellus marmottani är en skalbaggsart som beskrevs av Guignot 1940. Derovatellus marmottani ingår i släktet Derovatellus och familjen dykare. Inga underarter finns listade i Catalogue of Life.